# Готический переплёт
Готический переплёт — черта готического стиля, состоящая в особом рисунке разбиения поверхностей (изначально окон, позднее стен изнутри и снаружи и сводов) на взаимно пропорциональные секторы при помощи каменных профилировок и металлических решёток и молдингов. Наиболее часто говорят о переплёте готического окна — каменной конструкции в его пролёте, поддерживающей рамы со стеклом. Переплёт имеет как декоративное, так и конструктивное значение, потому что огромная площадь готического окна требует надёжной опоры для остекления и высокой сопротивляемости ветру.
Основные типы переплёта — прорезной и сборный с колонками. К появлению готического переплёта привела общая эволюция архитектуры от романской к готической, а именно появление широких оконных проёмов между опорными столбами в связи с исчезновением прежних массивных несущих стен. Раньше появились прорезные переплёты, которые по мере роста размеров эволюционировали в сборные переплёты из тонких каменных колонок и прочих деталей, позволявшие применить более сложные узоры.
На заре готики, в конце XII—XIII веках, типичное окно было высоким и узким, завершённым стрельчатой аркой, и называется ланцетным. Ланцетные окна типичны для ранней континентальной и английской готики. В период высокой готики появляется сборный переплёт и развивается в геометрическом, текучем и сетчатом стилях, которые завершаются поздней, пламенеющей готикой на континенте. Поздняя континентальная готика создаёт тонкое кружевное плетение, в то время как в Англии в это время развивается перпендикулярный стиль, предпочитающий прямоугольные сетки из вертикальных и горизонтальных членений.
Труды по готической архитектуре с XIX века подразделяют переплёты типологически в соответствии с эволюцией их основных мотивов. Наиболее важным усовершенствованием при этом остаётся переход от прорезного к сборному переплёту с колонками, который позволил развиться все последующим разновидностям. Для красивого пропорционального построения переплёта требуются знания геометрии.

## Прорезной переплёт

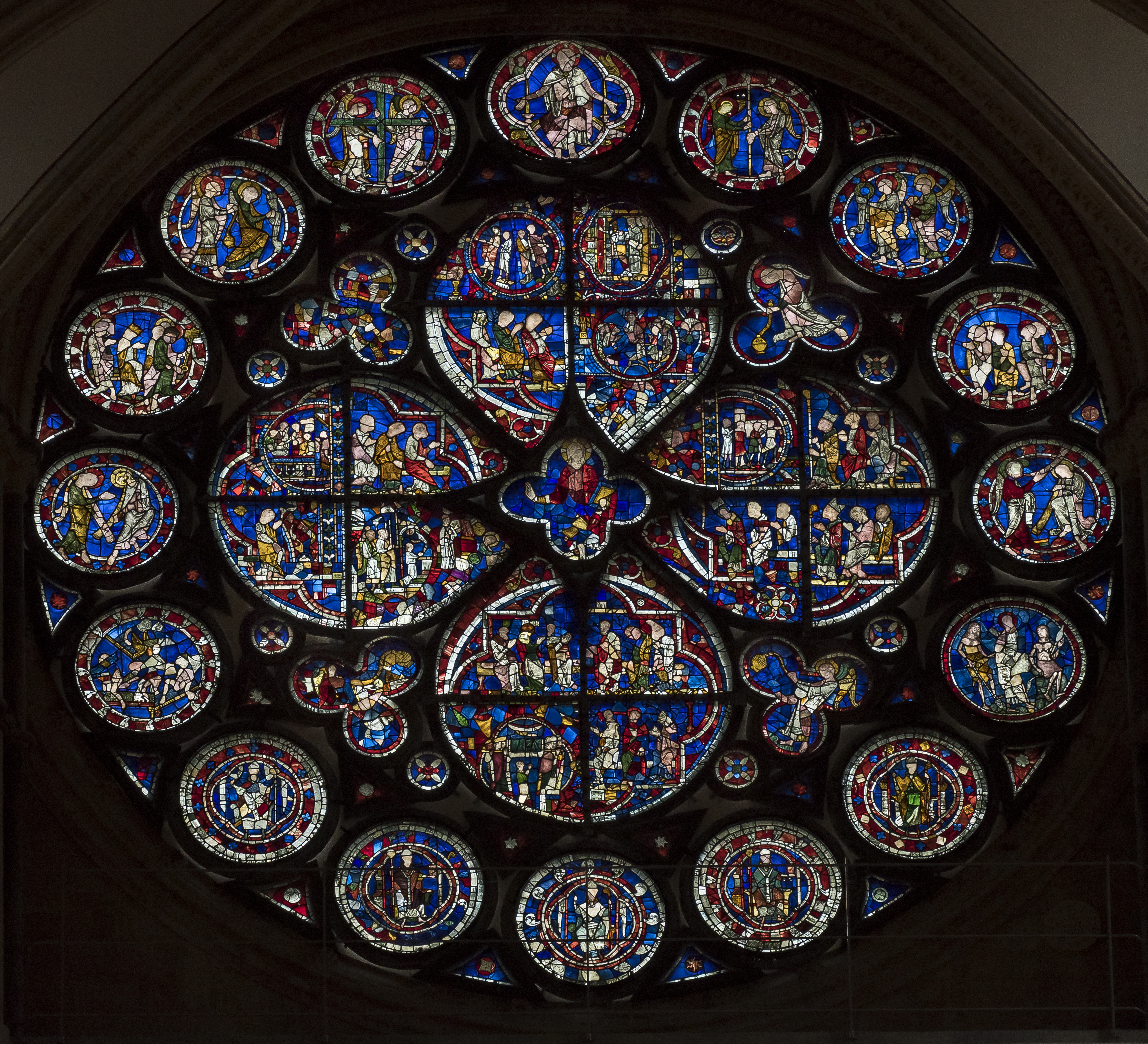
«Око настоятеля» Линкольнского собора (ок. 1225)

Романское окно в толстой несущей стене было небольшим, в высоту несколько больше ширины, с полуциркульным завершением. Стрельчатое окно появляется на хорах Сен-Дени, перестроенных Сугерием в 1140-е годы. По мере того как готическая конструкция превращала здание в каркас из сравнительно тонких столбов, промежутки между ними заполнялись тонкими, не несущими нагрузки стенами, и прорезной переплёт, распространённый до начала XIII века, представляет из себя окна, которые выглядят так, будто прорезаны в этой тонкой каменной стенке. Обычно такое окно состоит из спаренных ланцетных проёмов и увенчано тонким тимпаном, который позднее прорезается круглой розой, трилистником или четырёхлистником. Вся конструкция окружена общим стрельчатым наличником, между которым и проёмами остаётся гладкая стена. Примеры таких окон можно видеть в Суассонском соборе. Наивысшего развития тип достиг в окнах XII века в Шартре и розе «Око настоятеля» Линкольнского собора. Эта практичная, несложная в исполнении конструкция налагает известные ограничения на художественную выразительность, поэтому всё разнообразие сводится к изменению размера и количества ланцетов и выбору из розы, трилистника и четырёхлистника между ними.

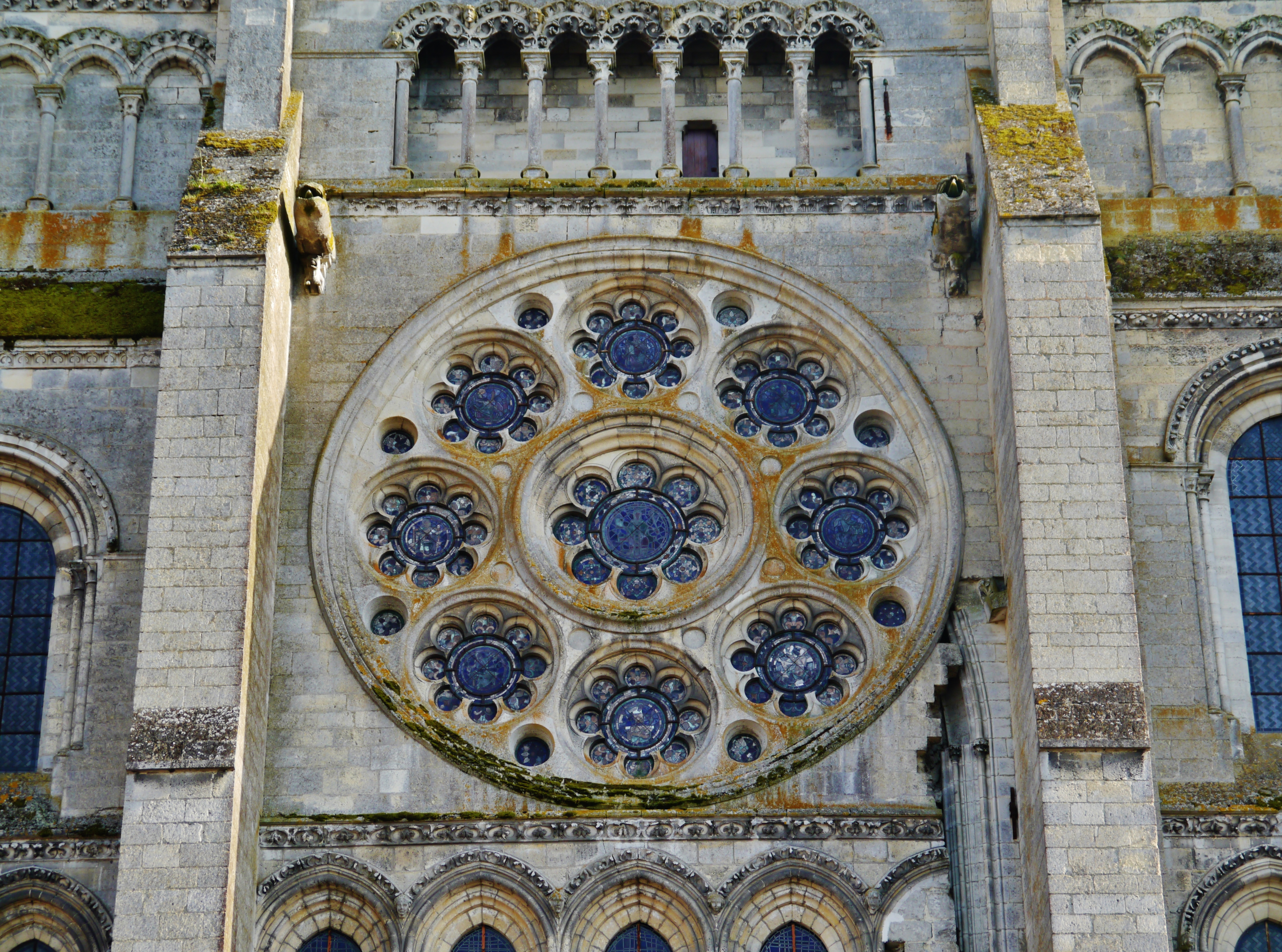
Северная роза Нотр-Дам-де-Лан

Прорезные большие розы ранней готики можно видеть, например, в северном трансепте Собора Богоматери в Лане (1170-е) и на западном фасаде Шартра.
На этом этапе развития готические окна всё ещё пропускают сравнительно мало света.

## Переплёты с колонками

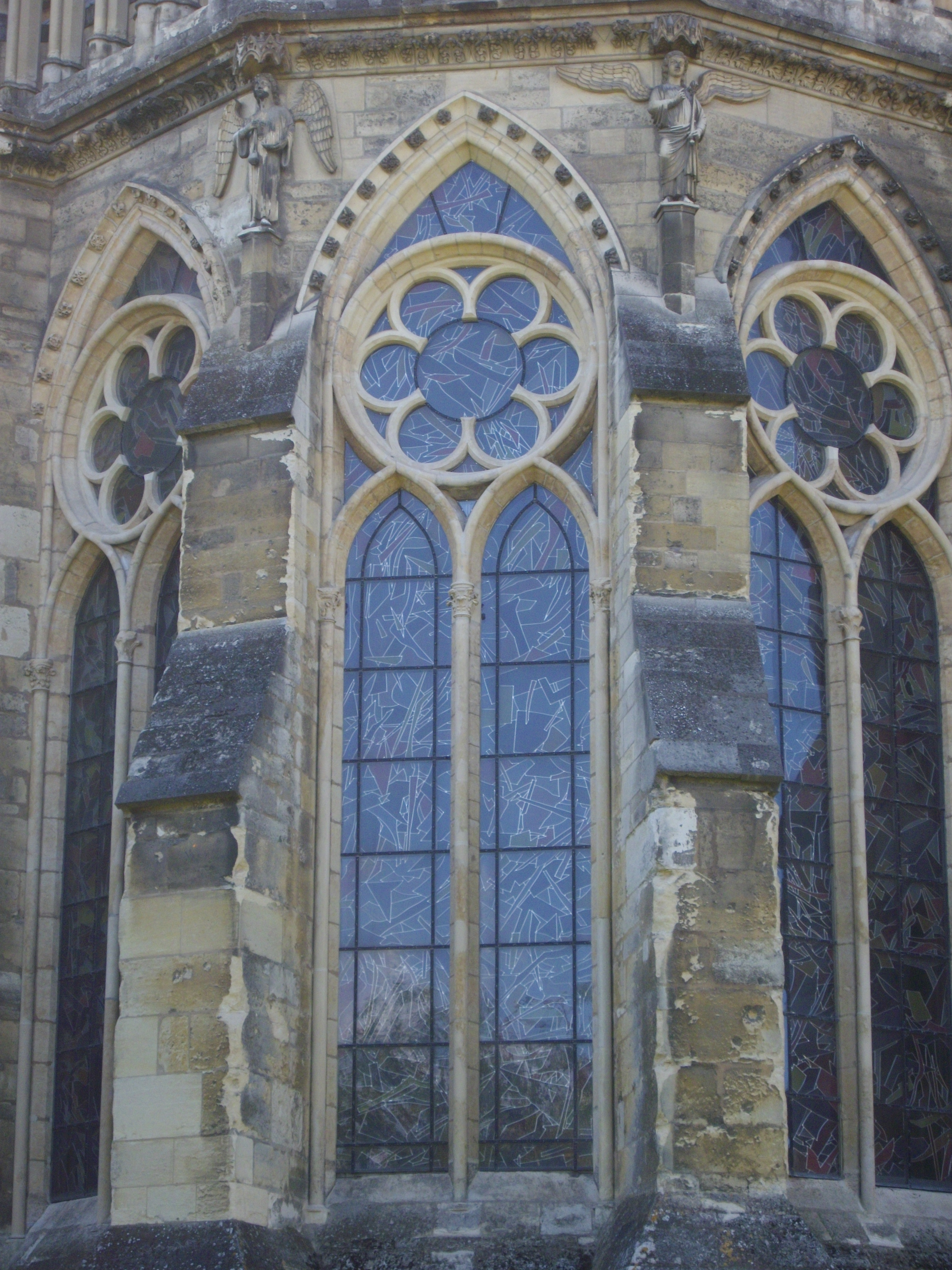
Капелла Реймского собора

Прорезные переплёты уступают место новой конструкции в начале XIII века. После 1220 года английские каменщики начинают разбивать большие проёмы тонкими профилированными колонками. В капеллах вокруг апсиды в Реймсе ранее 1230 года появились переплёты в прежнем стиле «два ланцета с розой», но с колонками и радиально расчленёнными кругами, около 1240 года новая конструкция становится общепринятой и развивается в сторону большей сложности и лёгкости. Линии колонок продолжаются в тимпан, формируя различные декоративные членения.

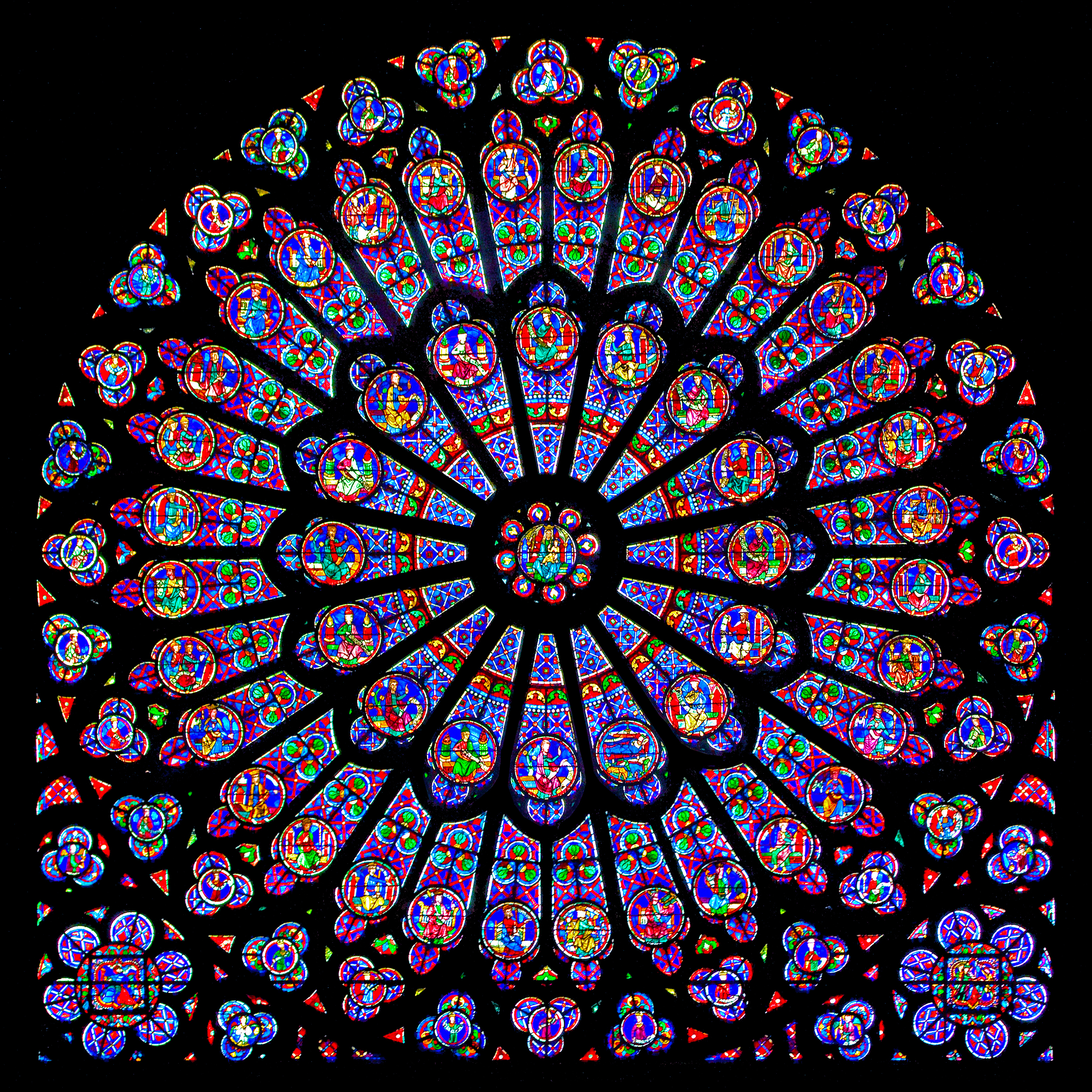
Лучистая роза северного фасада Собора Парижской Богоматери

Колонки и другие детали переплёта изготовляются из высококачественного камня и скрепляются известковым раствором и железными штифтами. Таким образом, промежутки между ланцетами и розой также становятся остеклёнными просветами. В поперечном сечении колонки представляют собой профили, форма которых имеет значение как для прочности, так и для внешнего облика. Как показал Виолле-ле-Дюк, типичным профилем является валик как изнутри, так и снаружи, отчего колонка выглядит ещё легче и тоньше. В четверть устанавливается металлическая рамка со стеклом. В отличие от прорезных переплётов, где каждый камень имеет свою форму, камни для колонок одинаковы и могут быть изготовлены массово по шаблонам, например, зимой, когда нельзя класть оттого, что не схватывается раствор. Виллар де Оннекур, посетивший, вероятно, в 1220-е строительство Реймского собора, сделал подробные зарисовки всех шаблонов на 32-м листе справа с указанием места в окне, где они используются, в общем чертеже на 31-м листе.
На континенте в 1230—1350 годах развивался «лучистый» стиль окон-роз, в которых колонки располагаются вокруг центра симметрии подобно спицам колеса или лучам солнца Лучистый стиль также характеризуется двумя типами профилировок, в то время как более ранние переплёты использовали профили одного размера, но разного размера колонки. Типичные представители — розы Собора Парижской Богоматери (ок. 1270) и Шартра. Во французских готических соборах трансепты обычно коротки и часто не выступают за пределы внешних стен нефа, зато архитектурно обрабатываются наравне с западным фасадом: большими украшенными порталами и розами, в том числе в щипцах высокой готической кровли, то есть, эти розы уже не ведут внутрь церкви и являются чердачными окнами.

## Геометрический стиль

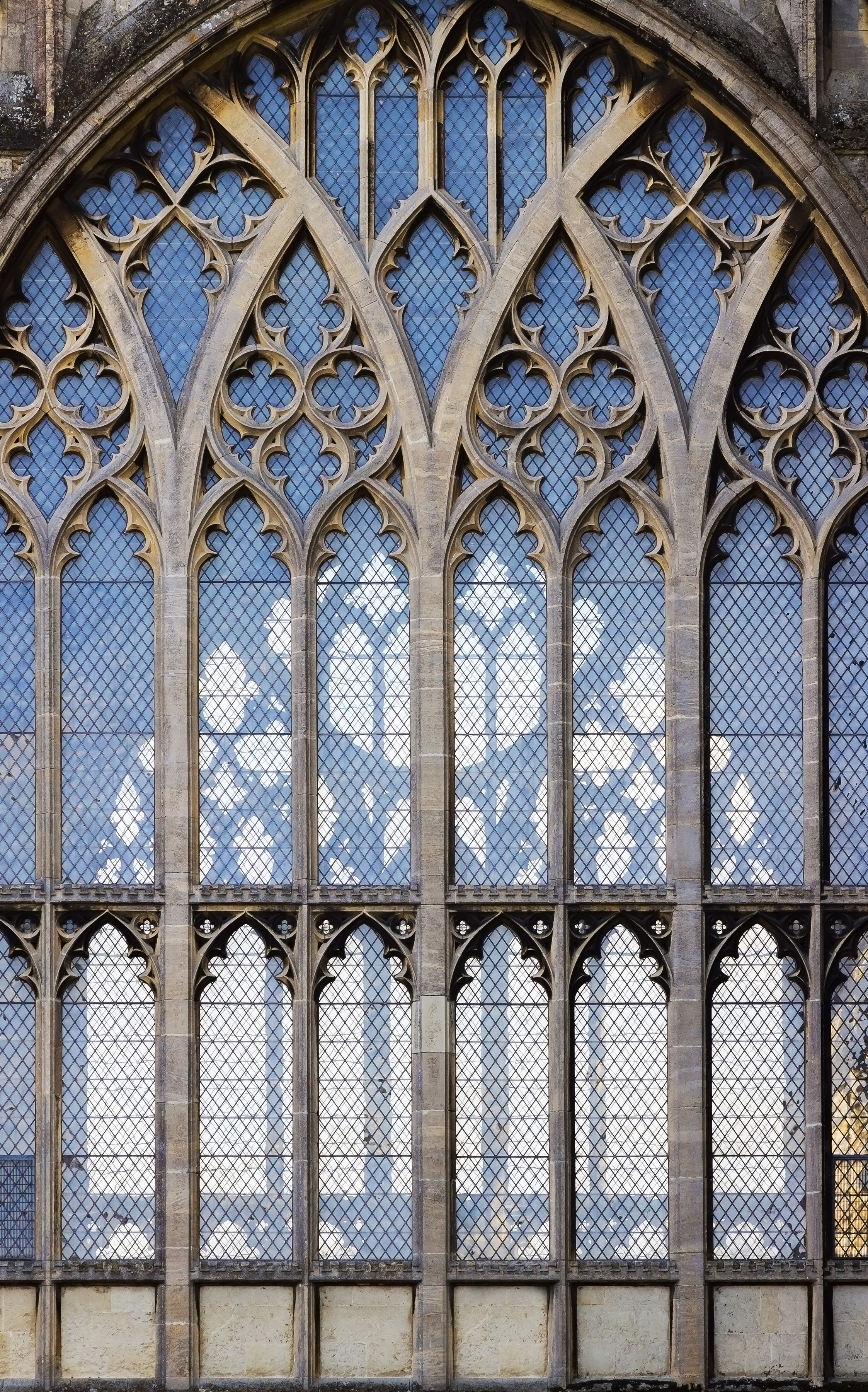
Пример геометрического стиля в западном окне капеллы Девы собора Или

Конец XIII века характеризуется геометрическими переплётами в тимпане, состоящими из арочек с лиственными вырезами и колец, разделённых криволинейными треугольниками. Арочки опираются на колонки через капители. Около 1300 года капители упраздняются и развивается ромбовидный узор, в котором колонки Y-образно разветвляются на две дуги, украшенные зубцами. Арочки переплёта проводят подобно большим аркам, замыкающим проём окна.
У вершины окна обычно используется круглый проём. Типичная композиция — три ланцета, над ними два круга, и третий круг в вершине, как, например, в боковых нефах Линкольнского собора, в котором и Большое восточное окно является развитием той же идеи: над восемью нижними ланцетами четыре малых розы, две побольше и одна большая, а внутри неё ещё семь маленьких роз. Ранние образцы геометрического стиля придерживаются строгой двусторонней симметрии. Для украшения используют трёхлистники, четырёхлистники и, позднее, треугольники Рёло, которым, вероятно, приписывался религиозный символизм.

## Криволинейный (текучий) стиль

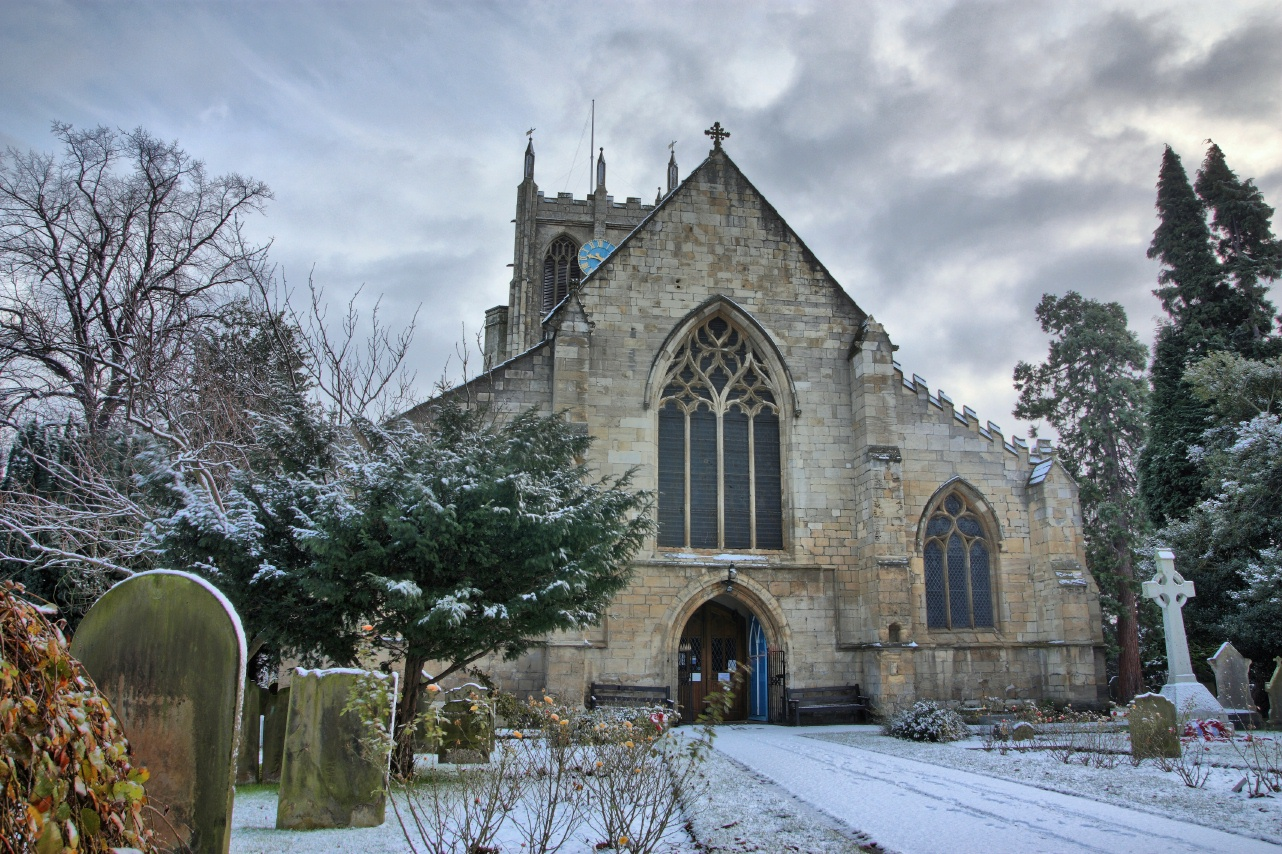
Церковь св. Марии в Коттигеме, Йоркшир

Конец XIII—начало XIV века ознаменован переходом к более текучим, неприменимым в качестве опорных конструкций и потому чисто декоративным S-образным кривым. На континенте они развились в XV веке в пламенеющие, поскольку напоминают язычки пламени.
Вторичен к криволинейному сетчатый переплёт, в котором тимпан арки заполняется сеткой из равновеликих элементов.
В пламенеющем стиле выполнены одни из самых известных и красивых готических окон, например, в венском соборе св. Стефана, в Сент-Шапель, соборах Лиможа и Руана. В целом нехарактерный для Англии, пламенеющий стиль, тем не менее, мощно проявился в Большом западном окне Йоркского собора с его сердцевидным переплётом, символизирующим сердце христово, девятипролётном Большом восточном окне Карлайлского собора и Большом восточном окне аббатства Селби.
Двери в пламенеющем стиле обычны в церковной и гражданской архитектуре Франции, но редко встречаются в Англии, в которой можно упомянуть, например, портал капитулярной залы Рочестерского собора.

## Перпендикулярный стиль

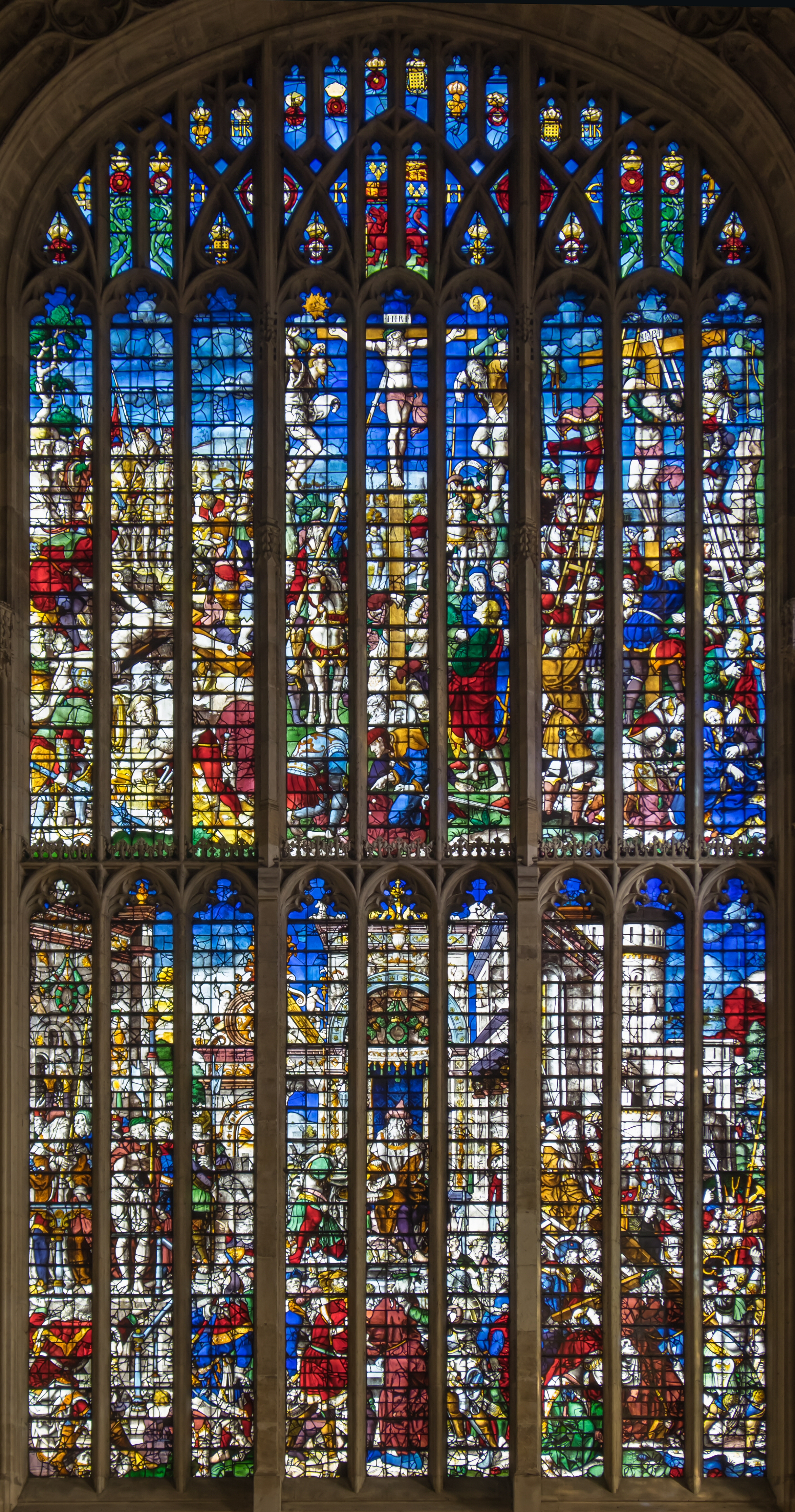
Большое восточное окно капеллы Королевского колледжа в Кембридже

Перпендикулярный готический стиль развился в Англии в конце XIV века и получил своё название именно по оконным переплётам, в которых колонки соединяются несколькими поясами горизонтальных перемычек и продолжаются до самого верха проёма, иногда несколько разветвляясь на концах. Таким образом образуется несколько ярусов окон-филёнок. В перпендикулярном стиле, в противоположность предыдущим, идея вертикального стремления доведена до абсолюта. В XV и XVI веках использование четырёхцентровой (тюдоровской) арки позволило создавать широкие окна, в которых просвет занимает практически весь доступный прямоугольник между контрфорсами и лишён каменных пазух, необходимых обычной стрельчатой арке. Пролёт окна при этом может быть дополнен стрельчатыми арочками, не нарушающими, однако, общего вертикального ритма. Перемычки между колонками могут быть оформлены маленькими зубчатыми парапетами по примеру полноценных парапетов, увенчивающих стены построек в перпендикулярном стиле.
Вершинами перпендикулярного переплёта считаются окна капеллы Королевского колледжа в Кембридже (1446—1515), капеллы святого Георга в Виндорзском замке, капеллы Генриха VII в Вестминстерском аббатстве, и аббатства в Бате. Большое восточное окно Глостерского собора в перпендикулярном стиле — размером с теннисный корт. Имеется и значительное количество небольших, но не менее качественных примеров среди многочисленных церквей периода шерстяного бума в Восточной Англии.
В то же время схожие с перпендикулярными переплёты встречаются в Испании.

## Глухие переплёты и решётки
По мере того как сложность и декоративность оконных переплётов возрастала, архитекторы стали пользоваться приёмами переплёта и на других поверхностях, создавая, например, глухие переплёты на сплошных стенах. Впервые этот приём использован уже в 1230-х годах на западном фасаде церкви Сен-Никез в Реймсе. Ажурные решётки могут либо поддерживать рисунок оконных переплётов, либо сопоставляться с ними. Решётки являются характерной чертой поздней лучистой и пламенеющей готики, особенно в немецкой и испанской.
Пламенеющие линии используются в Англии для оформления глухих аркад на стенах и ниш, как, например, в капелле Девы собора Или, на преграде Линкольнского собора и, особенно, на фасаде Эксетерского собора.

## Элементы переплёта

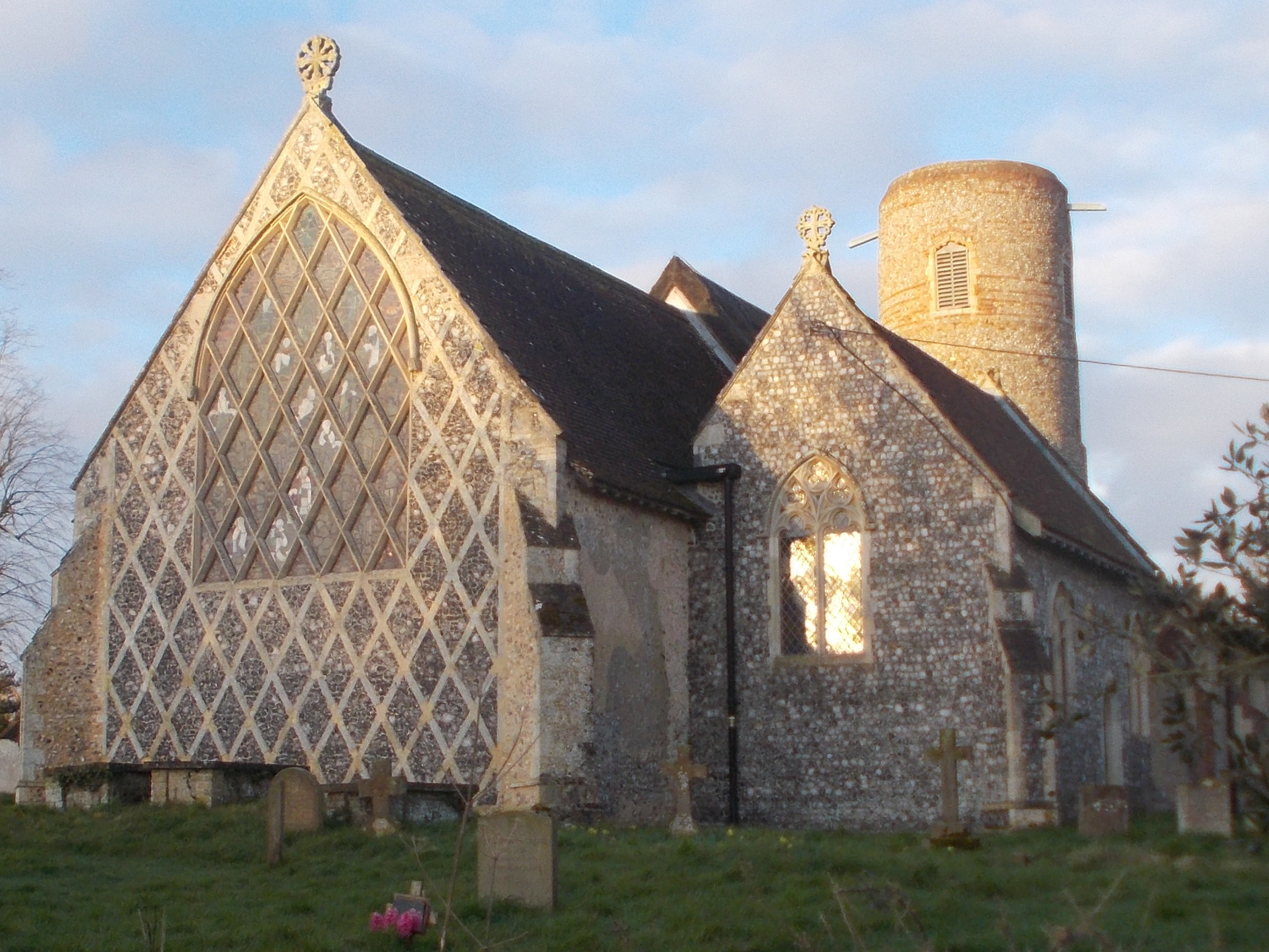
Необычная ромбическая сетка на восточном фасаде приходской церкви в Баршеме, Суффолк

### Четырёхлистники
Четырёхлистники широко использовались для украшения различных частей здания. Типичное построение: в квадрат вписываются 4 касающиеся окружности, которые касаются сторон квадрата в их серединах. Четырёхлистники можно найти и на половых плитках, например, в Глостерском соборе.

### Многолистники
Многолистники встречаются в розах и круглых просветах стрельчатых окон и характерны как для Англии, так и для Франции. Число листков обычно — от 7 до 11, но бывает и меньше, и больше. Также используются на половых плитках.

## Чертежи
С ростом сложности переплётов возрастала и необходимость в их предварительном вычерчивании. Необходимы были как эскизы для разработки узора, так и «рабочие чертежи» для изготовления деталей. Листы пергамента были малы и дороги, поэтому чертежи составлялись на выбеленной деревянной панели или прямо на стене, покрытой тонким слоем штукатурки.
Во многих памятниках остались явственные следы этих чертежей, выполненных процарапыванием штукатурки до основы при помощи циркуля и линейки. По-французски они называются эпюрами (фр. épures). Например, сохранились эскизы оконных переплётов, выполненные в XIV веке в западной оконечности южной стены Галилейского портика собора Или. Значительным числом таких орнаментов может похвастаться плоская крыша боковых нефов собора Богоматери в Клермон-Ферране.
В крупных комплексах (как например, Вестминстерское аббатство, Уэлский и Йоркский соборы) имелись для архитекторов специальные чертёжни. Чертежи крупных переплётов в натуральную величину выполнялись прямо на полу, причём готовые части можно было для проверки разложить непосредственно на чертеже, вместо того чтобы поднимать на леса для проверки по месту. После завершения очередной работы полы заново покрывали гипсовой штукатуркой. В Йоркском соборе чертёжня сохраняется на втором этаже коридора, ведущего в капитулярную залу, с XIV века на её полу накопилась сложнейшая сеть линий от различных проектов. Высококачественная мебель и камин в этой комнате показывают, что к этому времени архитекторы имели довольно высокий статус.